# Pedro Romero

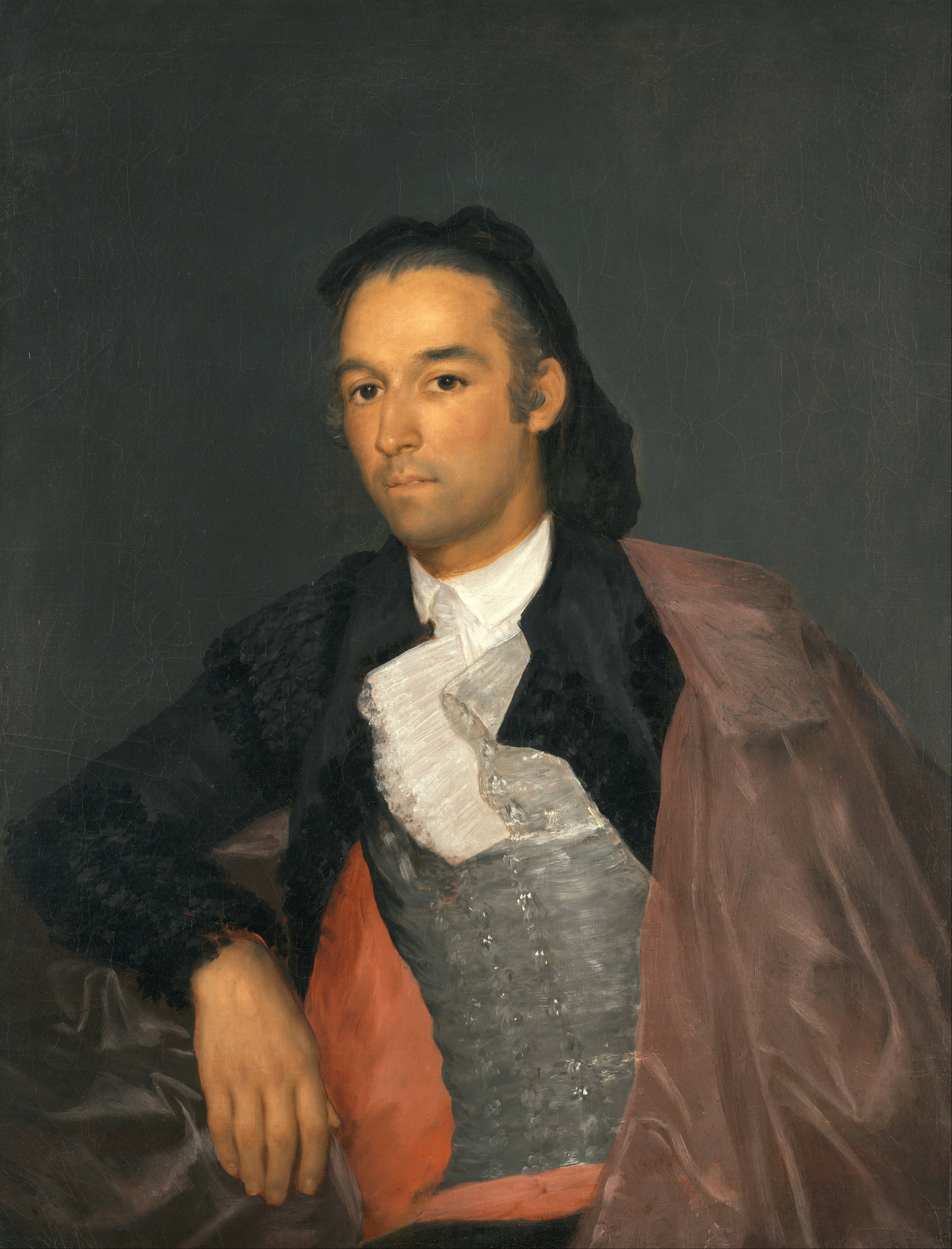
Portret van Pedro Romero

Pedro Romero Martínez (Ronda, 19 november 1754 - aldaar, 10 februari 1839) was een beroemde Spaanse torero.

## Biografie
Pedro Romero werd geboren in Ronda in een familie die bekendstond als stierenvechtersfamilie. Zijn vader Juan Romero en zijn jongere broer José Romero waren net als zijn grootvader Francisco Romero toreadores. Deze laatste had de muleta in het stierenvechten geïntroduceerd.

### Carrière
Pedro Romero begon al op 17-jarige leeftijd in de arena samen met zijn vader, in 1771. In datzelfde jaar vocht hij zijn eerste drie sologevechten in Jerez de la Frontera. Hij werd beschouwd als de beste torero van zijn tijd, een tijd waarin ook Costillares en Pepe-Hillo de arena's betraden. Om zijn talent werd Romero El Infalible ("De Onfeilbare") genoemd. Vanaf 1775 trad Pedro Romero ten tonele in Madrid waar zijn rivaliteit met Costillares pas echt losbarstte. In 1777 bij de festiviteiten in de hoofdstad kwam het tot een waar handgemeen met zijn rivaal.
Op 19 mei 1785 opende Pedro Romero de Plaza de Toros van Ronda. In 1799 kondigde Pedro Romero zijn eerste afscheid aan, in 1806 zijn tweede. Desondanks bleef hij actief in de stierenvechtersschool in Sevilla en op zijn 77ste doodde hij zijn laatste stier die hij aanbood aan de koningin van Spanje. Er wordt gezegd dat hij meer dan 5000 stieren gedood zou hebben. In zijn lange carrière zou hij ook nooit een schram hebben opgelopen.

### El Maestro
Voor de liefhebbers van het stierengevecht zal Pedro Romero de geschiedenis ingaan als een visionair voor zijn tijd, die een eeuw eerder dan de grootheden van het stierenvechten Belmonte en Manolete al het volgende uitsprak in zijn tijd aan de Sevillaanse school: "...el que quiera ser lidiador ha de pensar que de cintura para abajo carece de movimientos... El toreo no se hace con las piernas, sino con las manos". "hij die een stierenvechter wil zijn, moet eraan denken dat men onder de gordel verstoken dient te zijn van beweging... Het bierengevecht wordt niet uitgevoerd met de benen, maar wel met de handen". Een later bekende leerling van Pedro Romero was Francisco "Paquiro" Montes.